# Auguste Boissonneau
Auguste Boissonneau (26 de julio de 1802, Saumur-7 de julio de 1883, París) fue un ornitólogo, naturalista, tallador vidriero, y fabricante de prótesis oculares francés. No confundir con su hijo Pierre-Auguste Boissonneau.

## Esmaltado protésico
Auguste Boissonneau fue un artista-oculista u « ocularista », término que él mismo se inventó para describir a la persona preparadora de prothèses oculaires (œil de verre).
Il pratiqua sa spécialité qu'il appelait l'« ocularistique » pour l'armée et des hôpitaux civils.

## Honores

### Eponimia
Género
- Boissonneaua: género de colibríes (familia Trochilidae) presentes al noroeste de América del Sur

### Algunas especies identificadas
- Coeligena torquata (Boissonneau, 1840)
- Colaptes rivolii (Boissonneau, 1840)
- Buthraupis eximia (Boissonneau, 1840)
- Dubusia taeniata (Boissonneau, 1840)
- Cotinga nattererii (Boissonneau, 1840)
- Oxypogon guerinii (Boissonneau, 1840)
- Tangara labradorides (Boissonneau, 1840)
- Tangara vassorii (Boissonneau, 1840)
- Myioborus ornatus (Boissonneau, 1840)

Litografías de 'Jean Gabriel Prêtre'
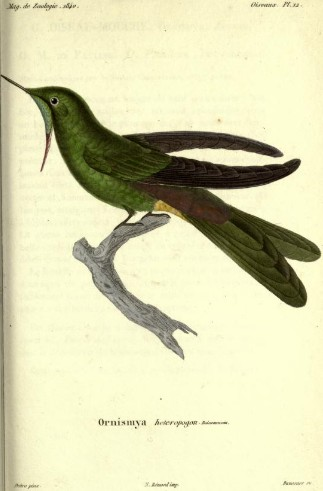
Chalcostigma heteropogon
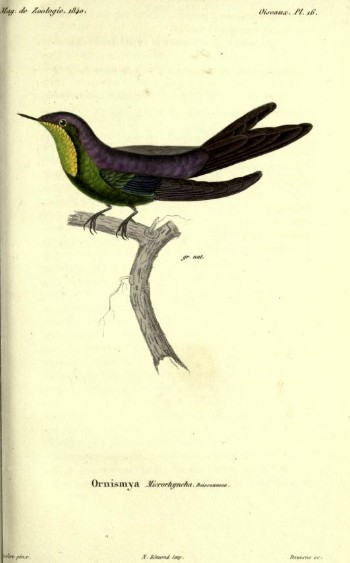
Ramphomicron microrhynchum Boissonneau, 1839
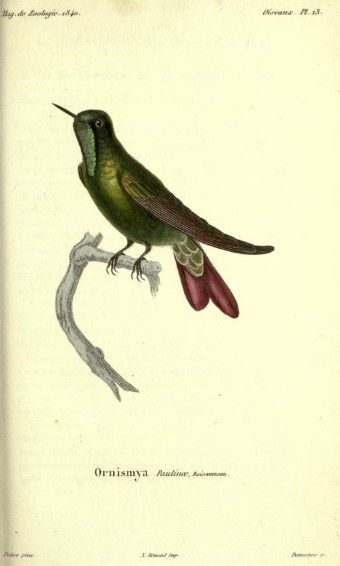
Metallura tyrianthina
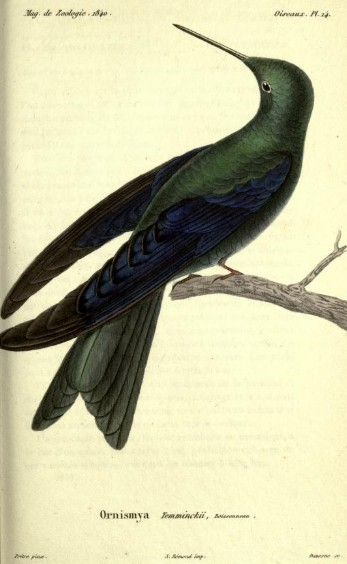
Pterophanes cyanopterus
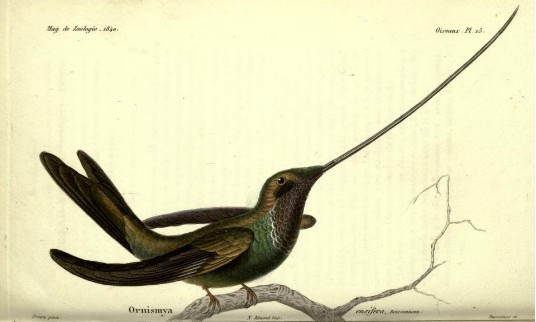
Ensifera ensifera
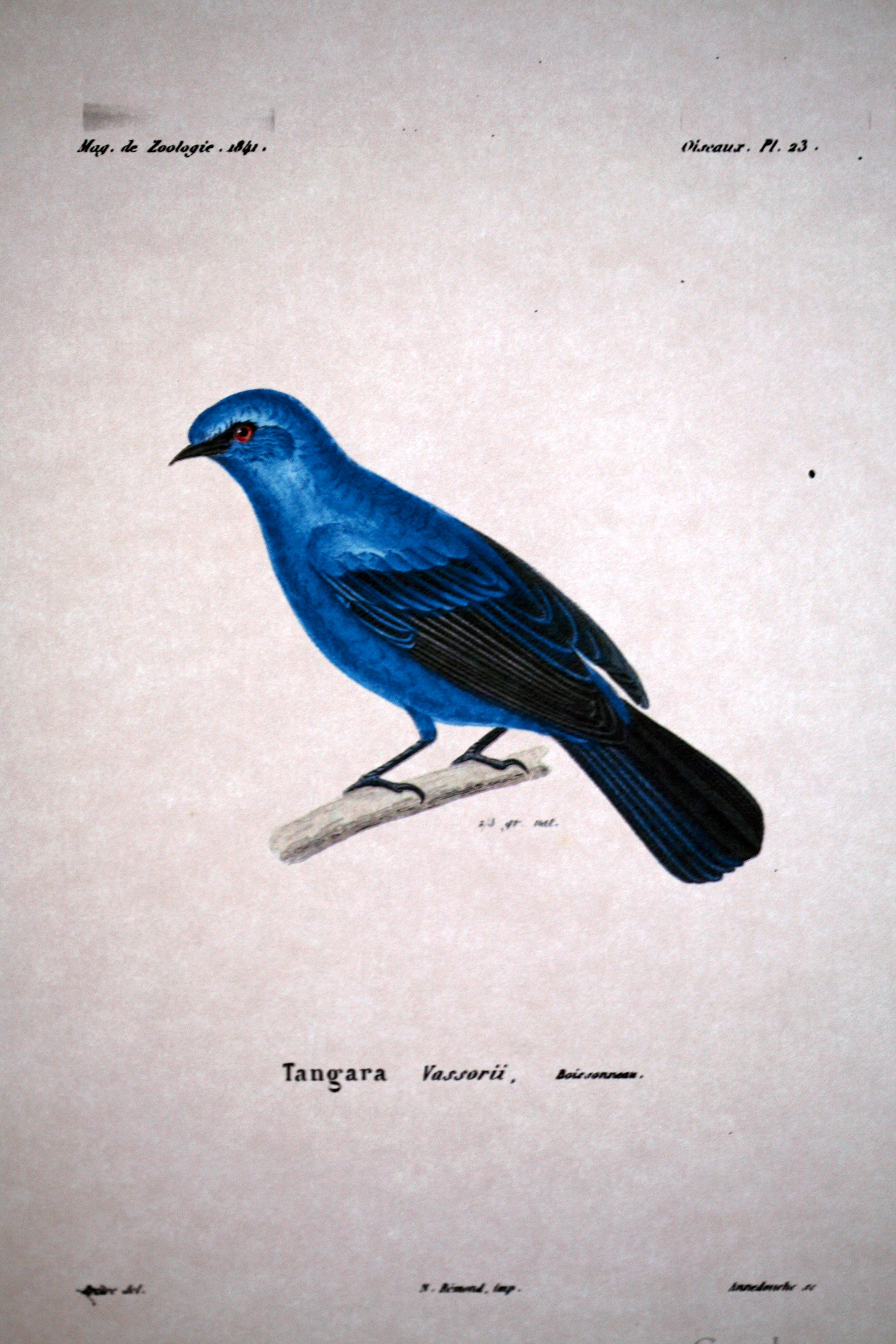
Tangara vassorii (Boissonneau, 1840)

## Algunas publicaciones

### Ornitología
- Nouvelles espèces d'Oiseaux-Mouches de Santa-Fé de Bogotá, par M. Boissonneau, Revue zoologique la Société cuviérienne, 1839, pp. 354–356
- G. Oiseau-Mouche. Ornismya. Lesson. O. M. A barbe singulière. O. heteropogon. Boissonneau, Magasin de Zoologie, D'Anatomie Comparee Et de Paleontolgie, 1840, plus Tafel 12
- G. Oiseau-Mouche. Ornismya. Lesson. O. M. de Pauline. O. Paulinæ. Boissonneau, Magasin de Zoologie, D'Anatomie Comparee Et de Paleontolgie, 1840, plus Tafel 13
- G. Oiseau-Mouche. Ornismya. Lesson. O.-M. de Temminck. O. Temminckii. Boissonn., Magasin de Zoologie, D'Anatomie Comparee Et de Paleontolgie, 1840, plus Tafel 14
- G. Oiseau-Mouche. Ornismya. Lesson. O.-M. Porte-épée. O. ensifera. Boissonneau, Magasin de Zoologie, D'Anatomie Comparee Et de Paleontolgie, 1840, plus Tafel 15
- G. Oiseau-Mouche. Ornismya. Lesson. O.-M. a très petit bec. O. microrhyucha. Boissonneau, Magasin de Zoologie, D'Anatomie Comparee Et de Paleontolgie, 1840, plus Tafel 16.
- Oiseaux nouveaux ou peu connus de Santa-Fé de Bogotá, par M. Boissonneau, Revue zoologique la Société cuviérienne, 1840, pp. 2–8.
- Nouvelle espèce du genre Pic, par M. Boissonneau, Revue zoologique la Société cuviérienne, 1840, pp. 36–37.
- Oiseaux nouveaux de Santa-Fé de Bogotá, par M. Boissonneau, Revue zoologique la Société cuviérienne, 1840, pp. 66–71
- Classification méthodique d'ornithologie européenne sur étiquettes, par M. A. Boissonneau. (Paris, por el autor, rue Neuve-des-Mathurins, 19 Prix: 20 francos.), Revue zoologique la Société cuviérienne, 1840, pp. 36–37
- G. Tangara. Linné. (Group des Tangaras Euphones) T. de Vassor. T. Vassorii. Boissonneau, Magasin de Zoologie, D'Anatomie Comparee Et de Paleontolgie, 1841, plus Tafel 23

### Prótesis oculares
- Mémoire sur la prothèse oculaire et sur les améliorations apportées aux yeux artificiels, París, 1840, pp. 350
- Traité théorique et pratique de l'œil artificiel, ou perfectionnements apportés à la prothèse oculaire, París, 1840
- Indications pathologiques à transmettre pour diriger par correspondance la fabrication des yeux artificiels humains, París 1842
- Recherche sur l'histoire des yeux artifisiels, Annales de la Société de médecine de Gand, 1843
- Rapport adressé à S. M. Guillaume II, roi des Pays-Bas, prince d'Orange-Nassau, grand duc du Luxembourg, etc., sur les suites déplorables de l'ophthalmie militaire observées depuis son invasion et traitées gratuitement par l'application des yeux artificiels, París, 1842, 1843 und 1844
- Yeux artificiels mobiles, París, 1848
- en collaboration avec Pierre-Auguste Boissonneau, fils: Formulaire, indications pathologiques à transmettre pour diriger par correspondance l'exécution des yeux artificiels humains, d'après nature, suivies d'instructions générales de nouveaux modes opératoires des staphylômes opaques de la cornée, cirsophthalmies, etc, 17, rue Neuve des Mathurins, 1848
- Prothèse oculaire. Instructions et moyens de formuler les demandes d'yeux artificiels par correspondance, avec un aperçu touchant divers coups-d'œil, 17, rue Neuve-des-Mathurins, 1848
- Prothèse oculaire. Yeux artificiels mobiles, París, 1849
- Yeux artificiels mobiles, indications générales ou guide pratique de l'œil artificiel perfectionné, Germer-Baillière Éd., París, 1849
- Des yeux artificiels chez tes aveugles, Annales d'oculistique, Band 30, 1854, S. 146
- De la restauration de la physionomie chez les personnes privées d'un œil: ou, Exposé d'un nouvel œil artificiel à double échancrure interne, París, 1858
- Tarif raisonné de M. Boissonneau, Oculariste de l'Armée et des Hôpitaux civils et instructions sur l'appropiation, l'introduction et l'extraction de l'œil artificiel, Bonaventure et Ducessois, 1861

### Divers
- Itinéraire des voyages annuels, A. Appert, 1862

## Abreviatura (zoología)
La abreviatura Boissonneau  se emplea para indicar a Auguste Boissonneau como autoridad en la descripción y taxonomía en zoología.